# Qatar Telecom Headquarters
Le Qatar Telecom Headquarters est un gratte-ciel de bureaux construit à Doha au Qatar de 2001 à 2004. Il mesure 158 mètres de hauteur et abrite des locaux de la société Qatar Telecom, devenue Ooredoo en 2013. L'immeuble fait partie du complexe West Bay.
À sa construction c'était le plus haut immeuble du Qatar, depuis il a largement été dépassé par d'autres immeubles.
Le bâtiment a été conçu par l'agence américaine Smallwood Reynolds Stewart.

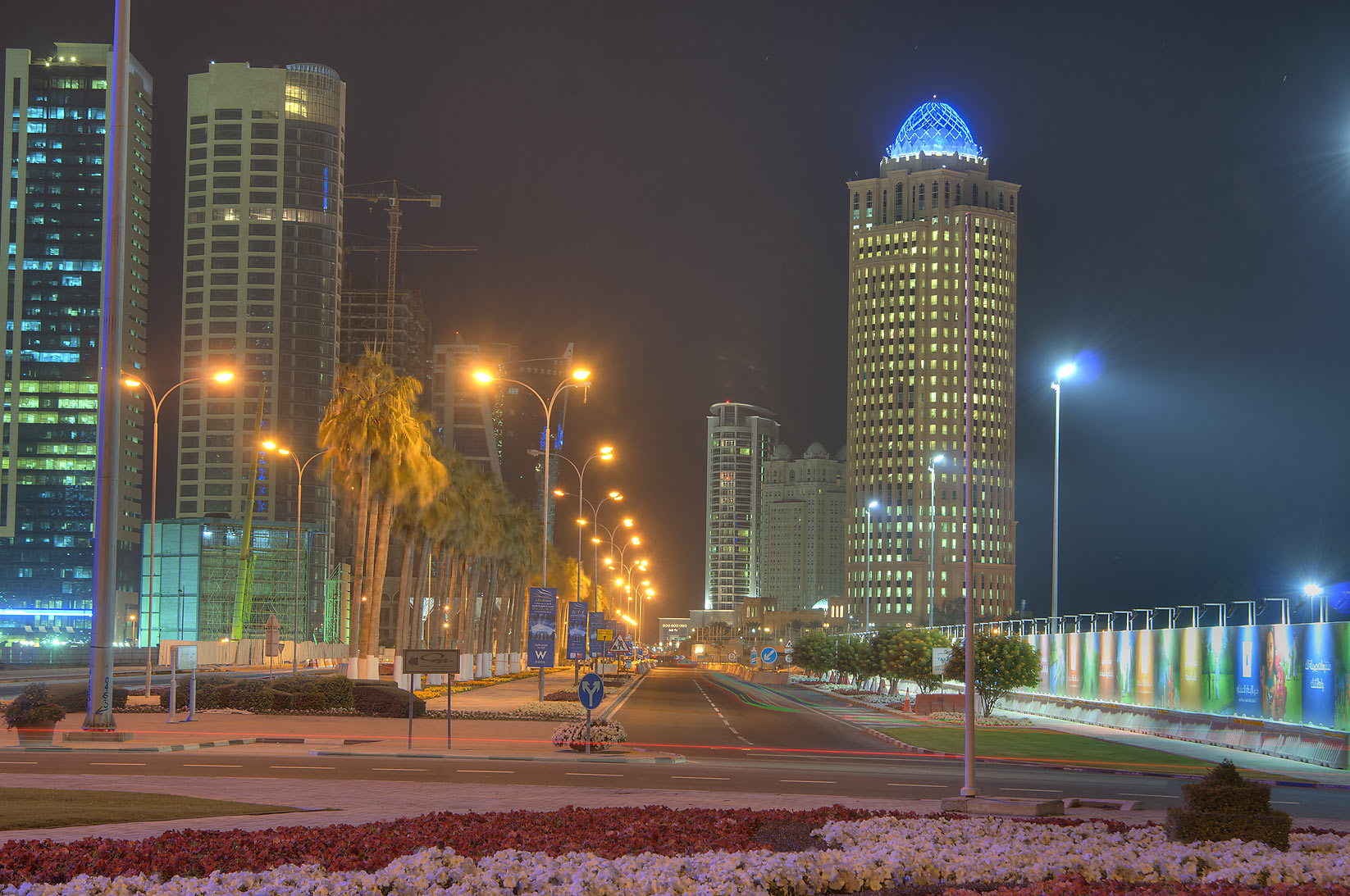
QTel Tower, anciennement Qatar Telecom Headquarters